# John W. Hutchinson
John Woodside Hutchinson  (* 10. April 1939 in Hartford, Connecticut) ist ein US-amerikanischer Ingenieurwissenschaftler.

## Leben
Hutchinson erwarb 1960 seinen Bachelor-Abschluss als Ingenieur an der Lehigh University und wurde 1963 an der Harvard University bei Bernard Budiansky promoviert. 1964 wurde er Assistant Professor, 1968 Associate Professor und 1969 Gordon McKay Professor für Angewandte Mechanik in Harvard. Er ist für Beiträge zur elasto-plastischen Theorie der Bruchmechanik bekannt (Hutchsinon-Rice-Rosengren Theorie, 1968).
Hutchinson befasste sich in jüngster Zeit unter anderem mit Anwendung der Plastizitätstheorie auf mikroskopischen Skalen und mechanischen Problemen bei keramischen Schutzschichten gegen Hitze (Thermal Barrier Coatings, TBC).
1991 erhielt er die William Prager Medal und den Arpad Nadai Award, 1982 die George R. Irwin Medal und 2002 die Timoschenko-Medaille. 2012 erhielt er den Ludwig-Prandtl-Ring und 2025 die Benjamin Franklin Medal des Franklin Institute. Er ist Ehrendoktor der Königlich Technischen Universität Stockholm und der Technischen Universität Dänemarks. Er ist Mitglied der National Academy of Sciences, der American Academy of Arts and Sciences und der National Academy of Engineering.
Er ist seit 1964 verheiratet und hat drei Kinder.